# Transporter (Membranprotein)
Transporter (auch: Carrier) sind membranständige Transportproteine, deren Haupt-Transportprozess durch eine Konformationsänderung mit dem Einfachtransport (Carrier oder Permeasen für den Uniport; Beispiel: GLUT1) eines Soluts oder mit einem zweiten Transportprozess (Symport, Antiport; Beispiel: SGLT1) gekoppelt ist. Transporter unterscheiden sich damit von den völlig passiven kanal- und porenbildenden Proteinen (da eine Konformationsänderung für den Transport nötig ist) sowie von den aktiven ATPasen (aktiver Energieverbrauch). Im Falle des Uniports spricht man auch von erleichterter Diffusion und bei Sym- und Antiport von sekundär aktivem Transport. Viele für alle Lebewesen wichtige Transportproteine gehören zu den Transportern. Sie bilden die Unterklasse 2.A. in der TCDB-Klassifikation.
Membranproteine, die nach einem Symportmechanismus funktionieren, transportieren Substrat und Kopplungsion in die gleiche Richtung. Werden dagegen zwei Substrate in entgegengesetzte Richtungen transportiert, so spricht man von einem Antiportsystem.
Wichtige Familien innerhalb der Transporter-Unterklasse sind die Major Facilitator-Proteine (mit den Glucosetransportern), die Solute-Natrium-Symporter (SSS), die mitochondrialen Carrier, die Chloridcarrier/-kanäle, die Organo-Anion-Transporter und die Oligopeptid-Transporter.
Dem International Transporter Consortium gehören Wissenschaftler aus dem akademischen Bereich, aus der Industrie und aus den Zulassungsbehörden vieler Länder an. Ziel ist es, das Verständnis für die Biologie von Membrantransportern zu erweitern und hierdurch die Entwicklung von Medikamenten zu unterstützen und zu verbessern.